# Переворот Іммельманна

Переворот Іммельманна  — одна з фігур вищого пілотажу. Від прізвища німецького пілота часів Першої світової війни Макса Іммельманна. Інша назва — напівпетля Імельманна.
Імельманн передбачає виконання пілотом напівпетлі й напівбочки. Тобто літак розмінює власну швидкість на кардинальну зміну напрямку польоту (на 180 градусів).